# Burg Posterstein

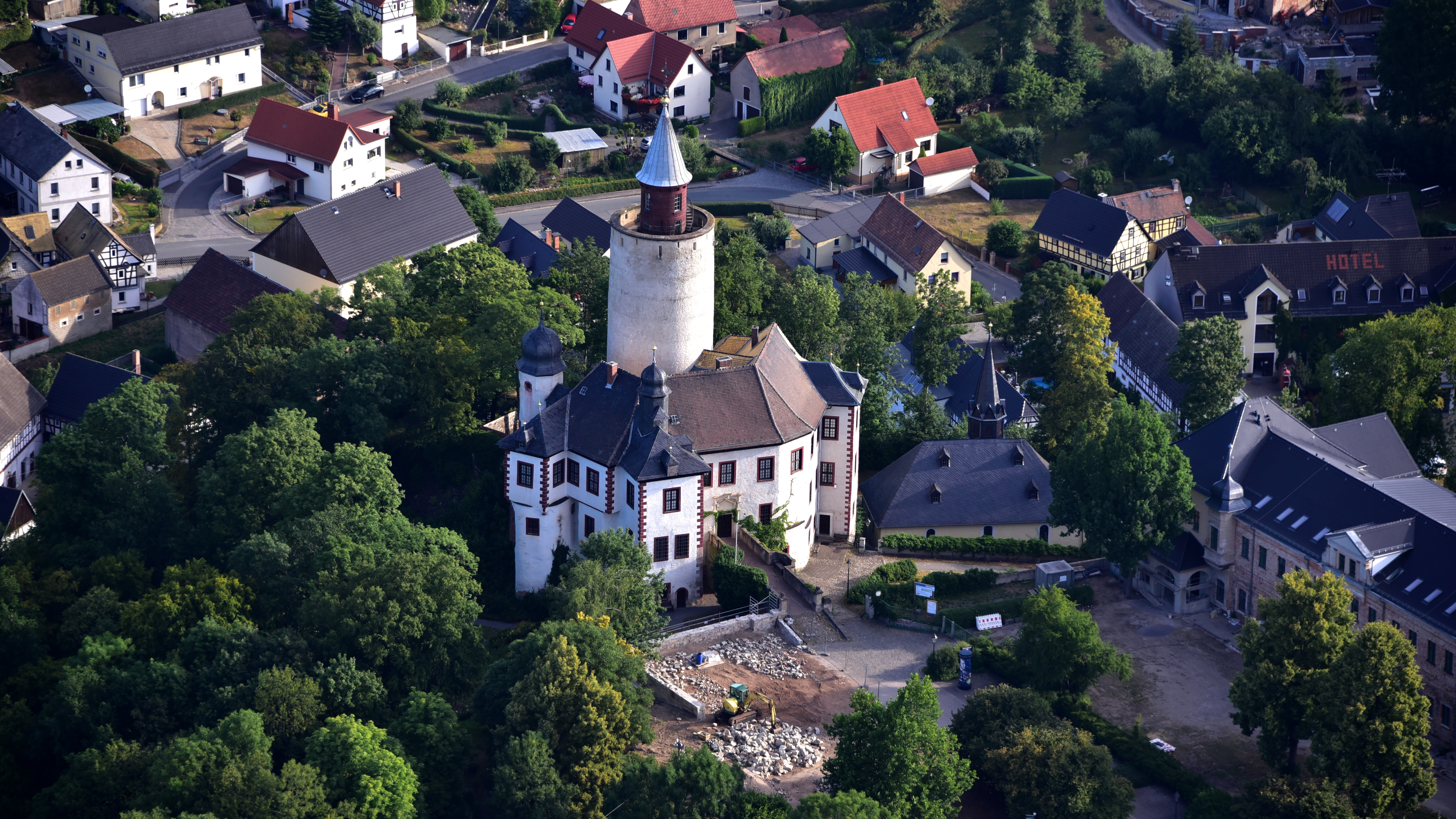
Burg Posterstein, Luftaufnahme (2018)

Burg Posterstein, auch Stein genannt, ist eine Höhenburg auf einem Felsvorsprung über dem rechten Ufer der Sprotte in Posterstein im Landkreis Altenburger Land in Thüringen. Die Höhenburg ist aus einer kleinen Ministerialenburg aus dem späten 12. Jahrhundert hervorgegangen, die in der Renaissancezeit überbaut wurde. In der Burg befindet sich seit 1952 das kulturhistorische Museum des Landkreises Altenburger Land.

## Geschichte und Anlage

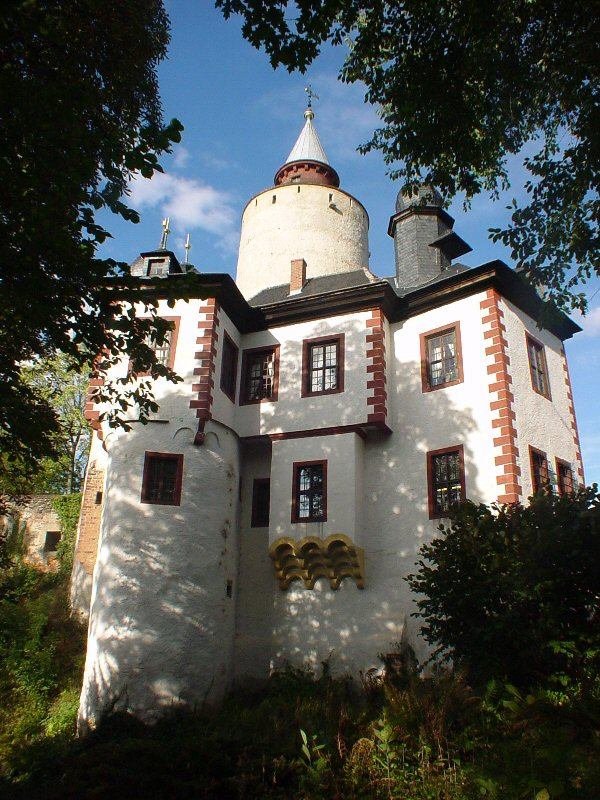
Burg Posterstein

Durch den römisch-deutschen König Konrad III. und Kaiser Friedrich I. Barbarossa wurde der hochmittelalterliche Landesausbau östlich der Saale-Elbe-Linie in der zweiten Hälfte des 12. Jahrhunderts vorangetrieben. In dieser Zeit entstand eine Vielzahl kleiner Herrschaften, die durch Ministerialen besetzt wurden – Burg Posterstein ist eine von ihnen.

### Ersterwähnung
1143 wird in einer Urkunde König Konrads III. für das Benediktinerkloster Chemnitz, zusammen mit anderen pleißenländischen Herrschaftsträgern, ein Gerhardus de Nubudiz (Nöbdenitz) als Zeuge erwähnt, der in den folgenden Jahren noch mehrmals in den Urkunden erscheint. 1191 wird er in einer Urkunde des Naumburger Bischofs zusammen mit seiner Mutter Mechthild de Steinne (von Stein) genannt. Das Dorf Nöbdenitz liegt etwa zwei Kilometer von Posterstein entfernt. Durch die älteren Forschungen wurde aufgrund dieser Nennung zumeist ein befestigter Herrschaftssitz des Ministerialen Gerhard in der Niederung bei Nöbdenitz angenommen, der später zugunsten einer neu errichteten Höhenburg aufgegeben worden sein soll. Nach neueren archäologischen und historischen Forschungen könnte aber auch die Burg Posterstein der älteste Sitz der Familie sein.

### Wechselnde Besitzer und Umbauten

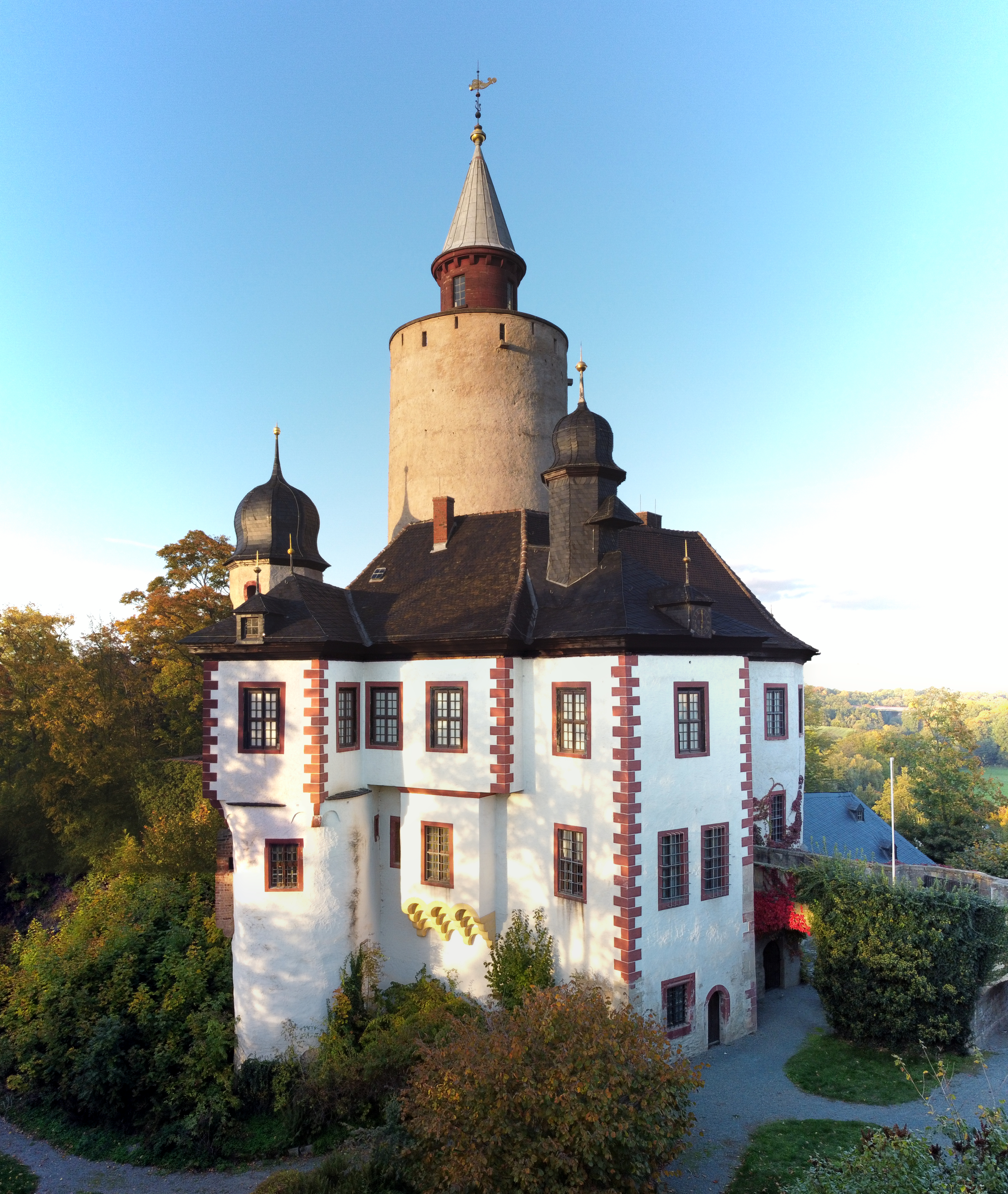
Luftaufnahme, 2022

Ab 1222 nennen sich die Ministerialen nur noch „de lapide“ (von Stein). Aus dieser Zeit stammen die noch erhaltenen Ringmauern und der 12 Meter hohe runde Bergfried. An der östlichen Seite wurde der Ringmauer später ein Zwinger vorgelagert.
Ende des 13. Jahrhunderts gelang es den Vögten von Weida, die Lehnsherrschaft über Posterstein zu erlangen. Bei der Spaltung des reußischen Stammhauses 1305 in Reuß ältere Linie (Plauen) und Reuß jüngere Linie (Greiz) verblieb Posterstein unter der Herrschaft der jüngeren Linie. Die Reußen stellten sich damit dem Bestreben der wettinischen Markgrafen von Meißen entgegen, ihre Herrschaft im Pleißenland auszudehnen. Um dem Druck der Markgrafen etwas entgegenzusetzen, trugen die Vögte die Herrschaft Posterstein dem König von Böhmen als Lehen an. Markgraf Friedrich der Ernsthafte beschwerte sich daraufhin beim Kaiser. Die Lehnsherrschaft war bis ins 17. Jahrhundert strittig. In der Zeit nach dem Vogtländischen Krieg (1354–1359) geriet ein großer Teil der Postersteinischen Güter unter Meißner Herrschaft, während Posterstein selbst Vögtisches (Reußisches) Lehen blieb.
1442 kaufte Nickel Puster die Herrschaft Posterstein für 800 Schock Freiberger Münze (In der „Altenburgischen Kirchengalerie“ wird die Familie „Puster zum Stein“ als Herren von Posterstein bereits 1329 erwähnt, als Heinrich der Ältere, Vogt von Plauen, die Herrschaft Posterstein vom böhmischen König als Lehen erhält). Die Familie baute die Herrschaft durch umfangreiche Rodungen aus. An der Burg begannen Umbauarbeiten zu einer wohnlicheren Anlage. Der östliche Zwinger wurde mit einem Wohngebäude überbaut. Der Familie verdankt die bis in das 16. Jahrhundert nur als „Stein“ bekannte Burg ihren heutigen Namen.
1528 kaufte die Familie Pflugk die Herrschaft Posterstein. Unter ihrer Herrschaft erfolgte ein umfassender Umbau der mittelalterlichen Burg in ein Wohnschloss der Renaissance. Sichtbares Zeichen dieser Bauphase ist der Wendelstein von 1575. Die Ringmauer wurde dabei bis zur Höhe des heutigen Erdgeschosses abgetragen, die Fläche in der Kernburg verfüllt und die neuen Gebäude auf dieser Ebene errichtet.

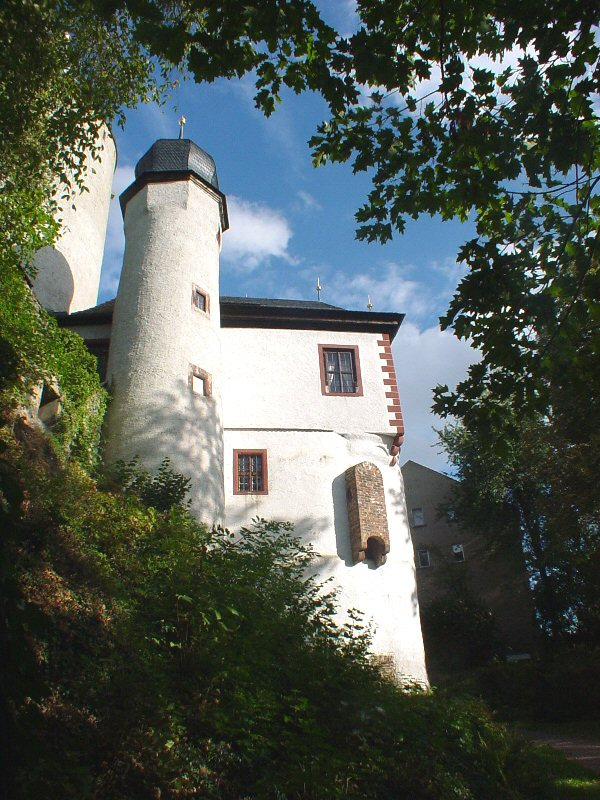
Burg Posterstein

Weitere Umbauarbeiten führte man 1684 bis 1701 durch. Das Obergeschoss wurde abgetragen und durch ein Fachwerkgeschoss ersetzt. Der Innenhof wurde überwölbt und das barocke Treppenhaus erbaut. Weiterhin erneuerte man die Fassade mit neuen Fenstern, die steinerne Brücke und das Portal entstanden, sodass das Schloss dem zeitgenössischen barocken Stil entsprach. Zur gleichen Zeit (1689) wurde auch die benachbarte Burgkirche mit einem prächtigen barocken Schnitzwerk ausgestaltet. Diese Arbeit wird Johannis Hopf zugeschrieben, der damit mutmaßlich ein Strafurteil abmildern konnte. Über seine genaue Identität ist wenig bekannt. 1717 bis 1724 erbaute man den Nordflügel.

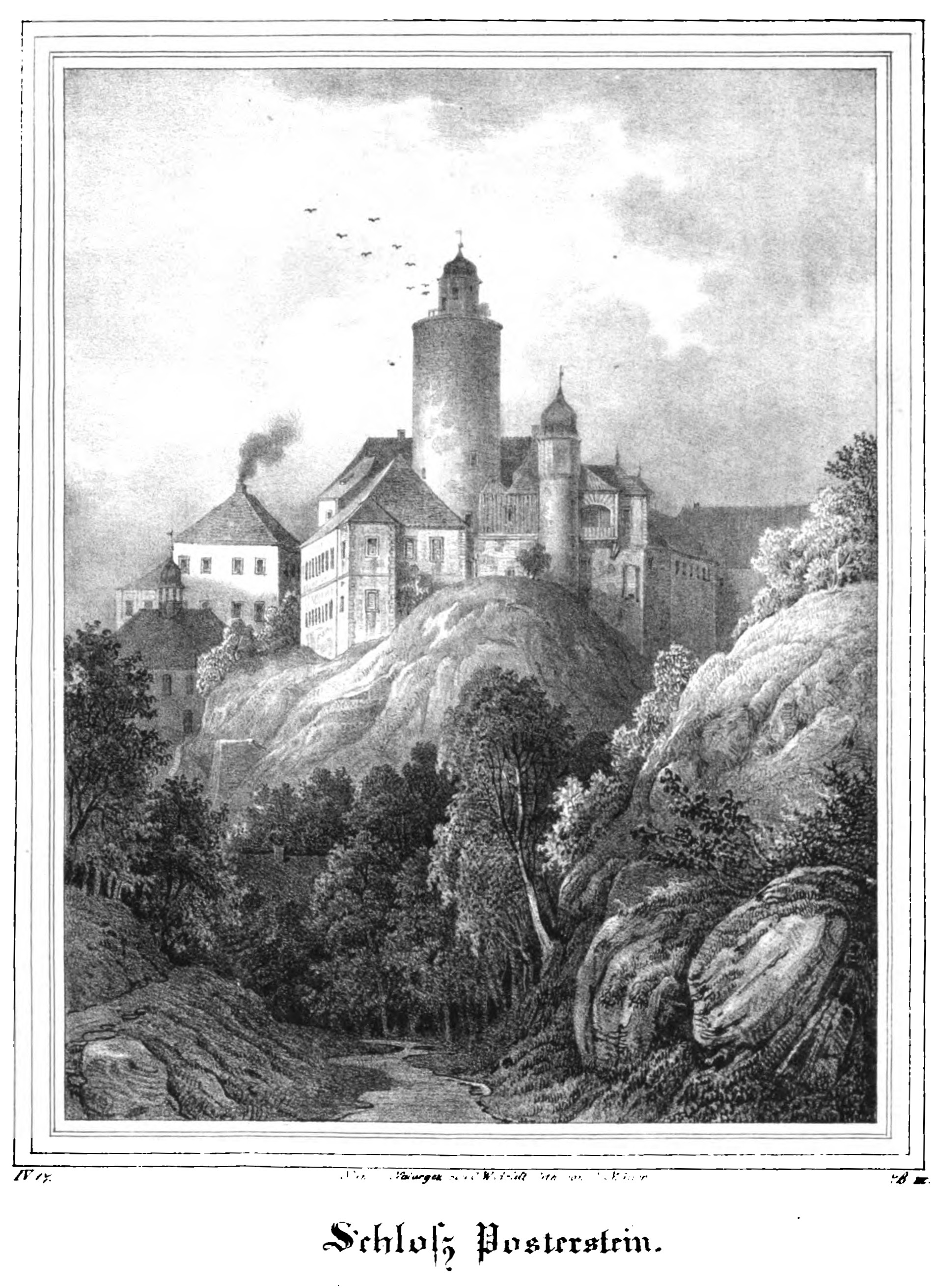
Schloss Posterstein, Lithographie 1839

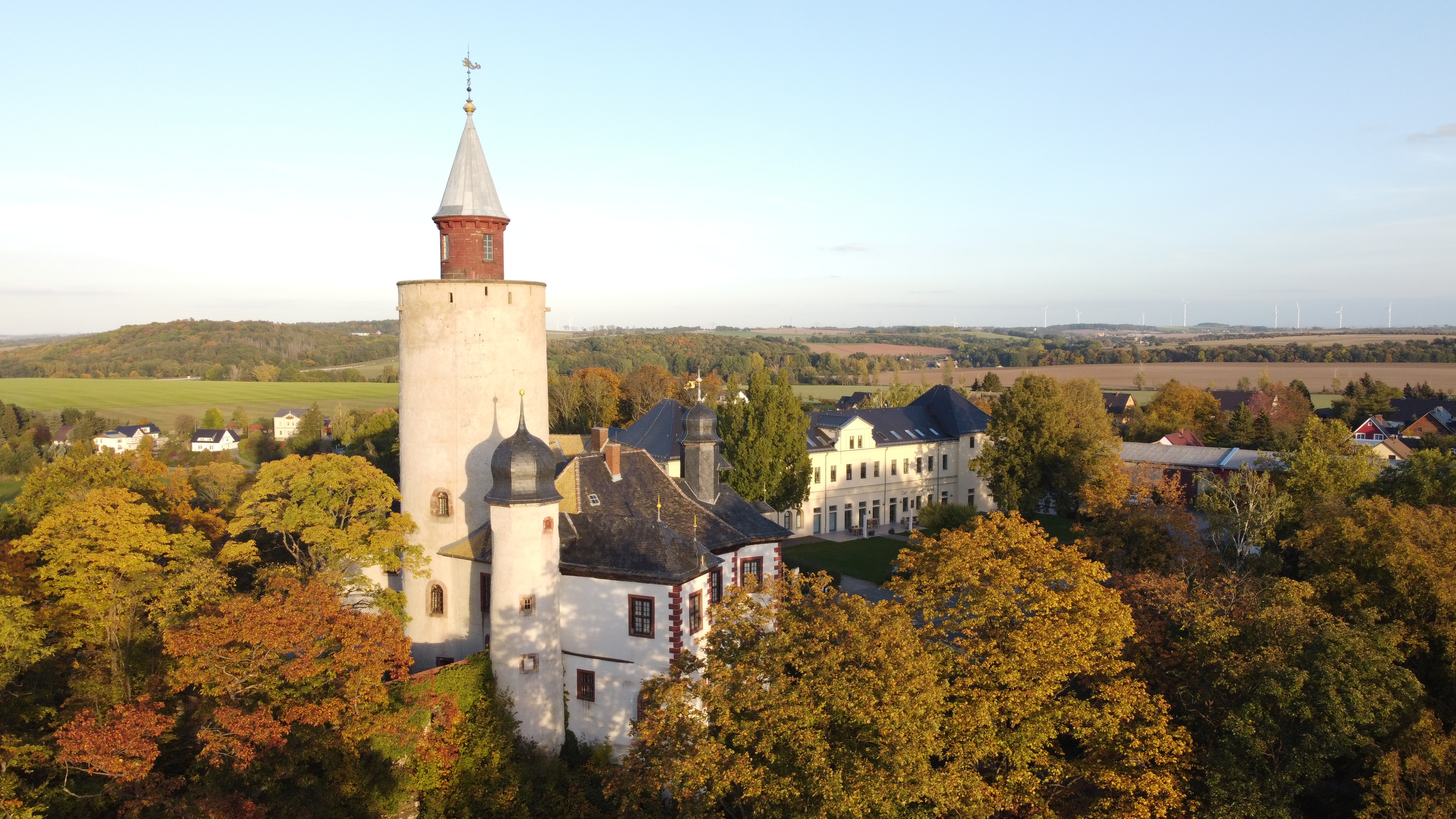
Luftaufnahme, 2022

1724 erwarb Graf Jacob Heinrich von Flemming, der leitende Minister Augusts des Starken, den Besitz, der bis 1833 im Besitz der Grafen von Flemming verblieb. Obwohl die Flemmings in Posterstein nur wenig Zeit verbrachten, da sie auf Schloss Crossen lebten, tätigten sie doch erhebliche Investitionen. 1833 erwarb die bürgerliche Familie Herrmann das Rittergut Posterstein, das sie bis 1945 behielt. Unter ihr wurde die Nutzung des Schlosses zu Wohnzwecken aufgegeben. 1850 wurden nach Verhandlungen zwischen Bauern und Rittergutsbesitzern die Frondienste durch Geldleistungen abgelöst. Ende des 19. Jahrhunderts wurde Posterstein zu einem wichtigen Saatzucht- und Mustergut im Thüringer Raum. In diesem Zusammenhang erfolgten um 1880 erneut größere Umbauten. Der später unter dem Namen Hans Fallada bekannte Schriftsteller Rudolf Ditzen nahm hier 1913 im Anschluss an seine 18-monatige Behandlung im benachbarten damaligen Kurhaus Tannenfeld, einer privaten Heil- und Pflegestätte für Psychiatrie und Neurologie eine landwirtschaftliche Lehre auf und wurde Spezialist für Kartoffelzüchtung. 
1937 erfolgten erneut Renovierungs- und Sicherungsarbeiten.

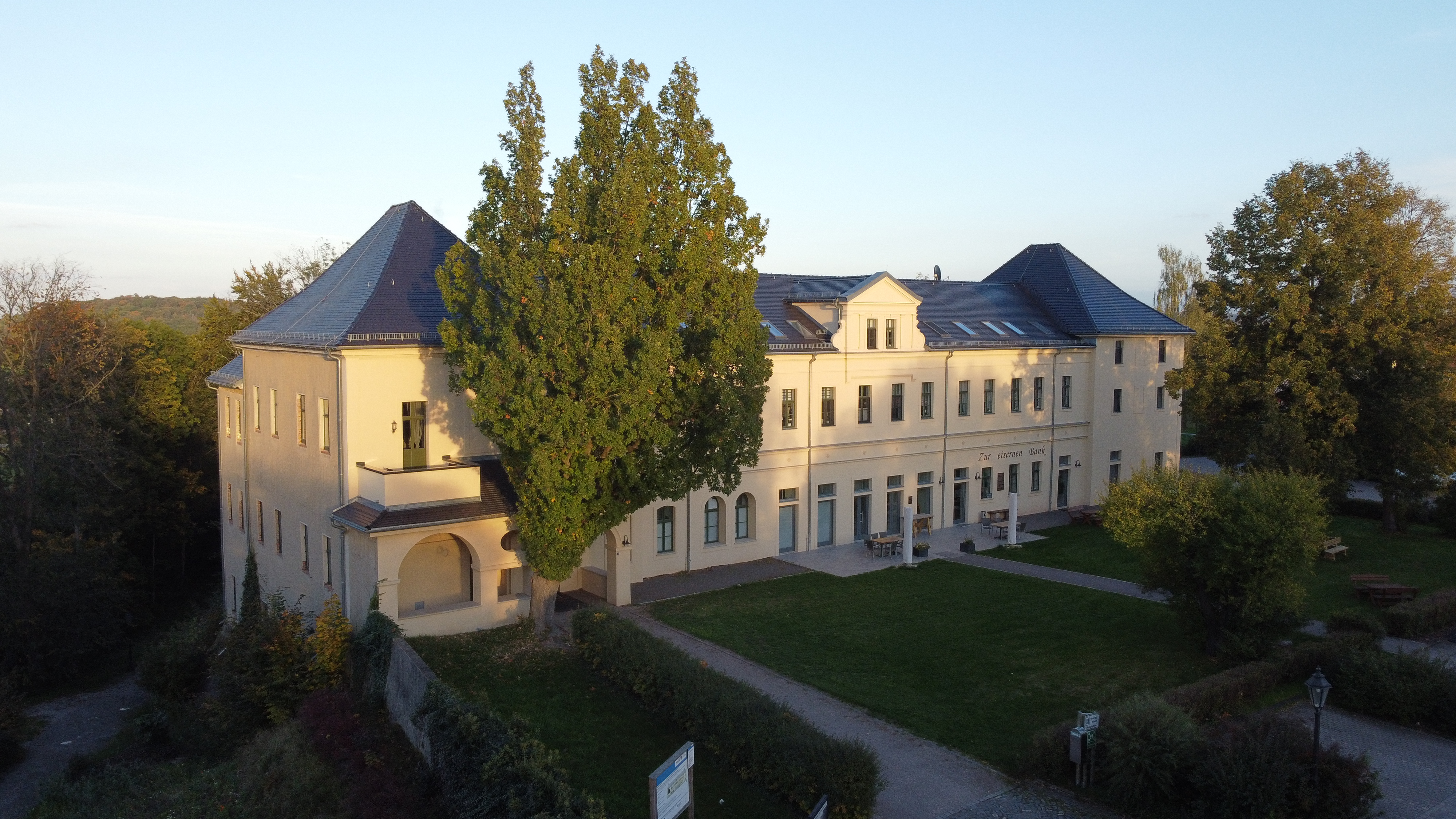
Luftaufnahme vom Herrenhaus, 2022

### Das Ende der Grundherrschaft
Im Zuge der Bodenreform in der Sowjetischen Besatzungszone wurde 1946 auch das 192 Hektar große Rittergut Posterstein enteignet. Eingaben des letzten Besitzers Herrmann und der Einwohner blieben erfolglos. Es kam der Befehl zur Aufteilung innerhalb von 24 Stunden. Die Grundherrschaft Posterstein hörte auf zu bestehen und 20 Neubauernstellen wurden geschaffen. Burg und Herrenhaus nahmen ab Kriegsende bis zu 300 Flüchtlinge aus den Ostgebieten auf. Ende der 1940er Jahre kam es zum Abriss der großen Rittergutscheune und des modernen Kuhstalls. Unter Verwendung des gewonnenen Abrissmaterials wurden 20 Neubauerngehöfte errichtet, 13 davon auf dem Burgberg. Das Herrenhaus wurde später Konsum-Schule, von 1956 bis 1992 Kinderheim. Der Pferdestall wurde Wohnhaus.
1951 kam es zum Abriss des intakten Nordflügels, auch unter "Gewinnung von Baumaterial". Das Dach- und Erdgeschoss wurden abgetragen, das Kellergeschoss wurde mit seinem Kreuzgewölbe aufgefüllt. Der Restbau erhielt eine neue, sehr witterungsempfindliche Giebelwand. Nach 1980 kam es zum Einsturz des Kreuzgewölbes, seitdem ist auch das Kellergeschoss eine Ruine. 1952 wurde ein Museum in der Burg eingerichtet, doch erzwangen Bauschäden 1977 dessen Schließung. Erst 1984 bis 1991 konnte die Burg umfassend saniert werden. 1999 holte man den Bauschutt aus den früheren Kellerräumen und sicherte danach das verbliebene Mauerwerk.

### Museum Burg Posterstein
Die Burg ist von außen frei zugänglich und kann besichtigt werden.
In den barocken Räumen werden Ausstellungen zur Geschichte der Region gezeigt.
Hier trifft man auf bekannte Persönlichkeiten, wie Thumbshirn, Seckendorff, Hans Wilhelm von Thümmel, Anton Goering, Brockhaus, Hans Fallada oder Bernhard von Lindenau, aber auch auf Bauern, Burgherren und Pioniere der Industrialisierung.
Einen besonderen Ausstellungskomplex bildet die Exposition zur Geschichte des Musenhofes der Herzogin Dorothea von Kurland. Dieser Salon im nahe gelegenen 2009 abgerissenen Schloss zu Löbichau war einer der interessantesten seiner Art um 1800.
2011 wurde zum 250. Geburtstag der Herzogin von Kurland die Ausstellung >„Ihr äußeres ist sehr einnehmend und sie kleidet sich mit Geschmack.“ – Die Herzogin von Kurland im Spiegel ihrer Zeitgenossen. Europäische Salonkultur um 1800< eröffnet.
Die Ausstellung und die begleitende Publikationen zeigen auf, wie es Frauen zu Beginn des 19. Jahrhunderts gelang, gesellschaftliche, politische und kulturelle Netzwerke zu knüpfen, Einfluss zu nehmen und mitzugestalten. Am Beispiel der Herzogin Anna Dorothea von Kurland und ihrer Töchter Wilhelmine von Sagan und Dorothée von Dino-Talleyrand sollen die Emanzipationsbestrebungen und die Möglichkeiten der Teilhabe von Frauen am gesellschaftlichen Leben jenseits der juristischen Schranken der Zeit deutlich werden. Einen Schwerpunkt bildet die Rolle des weiblichen Geschlechts bei der Gestaltung nationaler und internationaler Beziehungen in der napoleonischen Zeit.
Im Museumsbesuch inbegriffen sind die Besichtigung des Burgverlieses und die Besteigung des 25 Meter hohen Bergfriedes der Burg. In der Galerie des Museums werden mehrmals im Jahr wechselnde Ausstellungen gezeigt.
Sehenswert ist die spätgotische Burgkirche mit dem einmaligen barocken Schnitzwerk des Johannis Hopf von 1689.

## Besitzer
- 1191: Gerhardus de Nubudiz (von Nöbdenitz), seine Mutter Mechthilde de Steinne und deren Nachfahren
- bis um 1306: Die Ritter Gerhard der Mittlere, Gerhard genannt von Löwenberg, Gerhard der Jüngere, Conrad Heidenreich, Eberherd von Stein (de Lapide)
- vor 1442: Familie Stöntztcz (Stöncz)
- 1442–1505: Gebrüder Puster
- 1505–1528: Nickel von Ende
- 1528–1718: Familie von Pflugk
- 1718–1721: Gebrüder von dem Werder
- 1721–1833: Reichsgrafen von Flemming
- 1833–1945 (1946): Familie Herrmann
- seit 1952: Museum Burg Posterstein

## Weitere Bilder

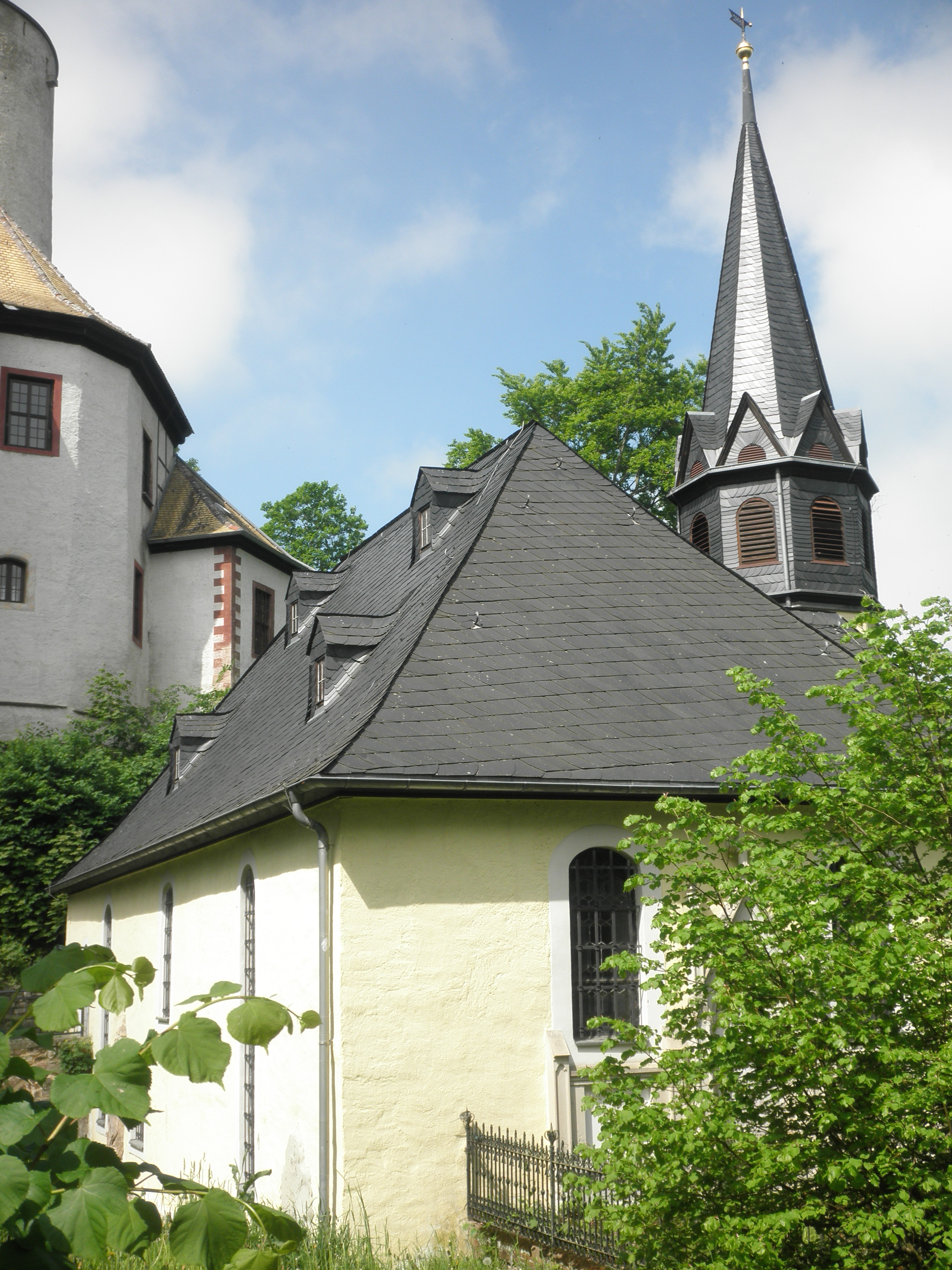
Burgkirche Posterstein (2013)
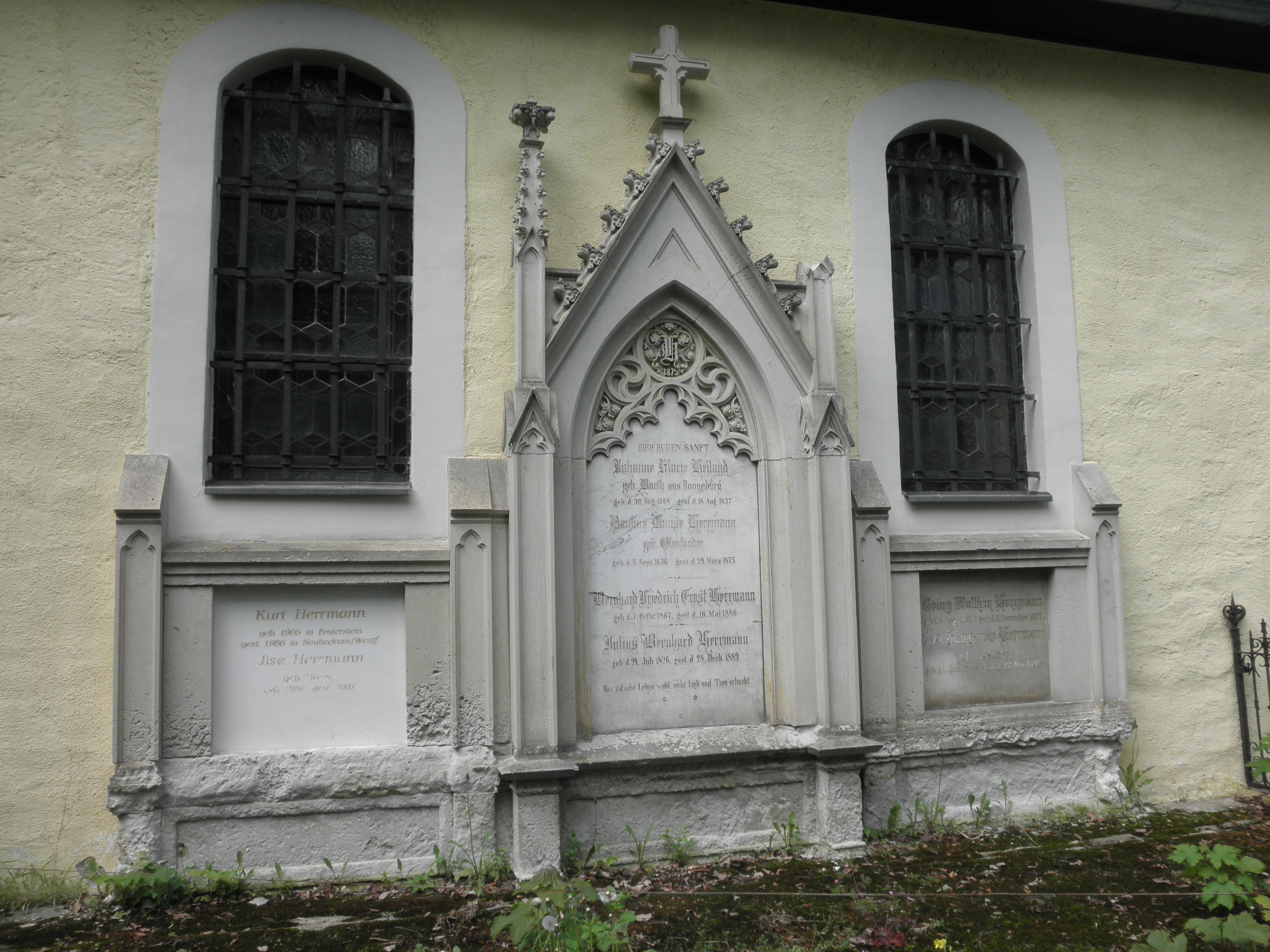
Erbbegräbnis der Familie Herrmann (2013)
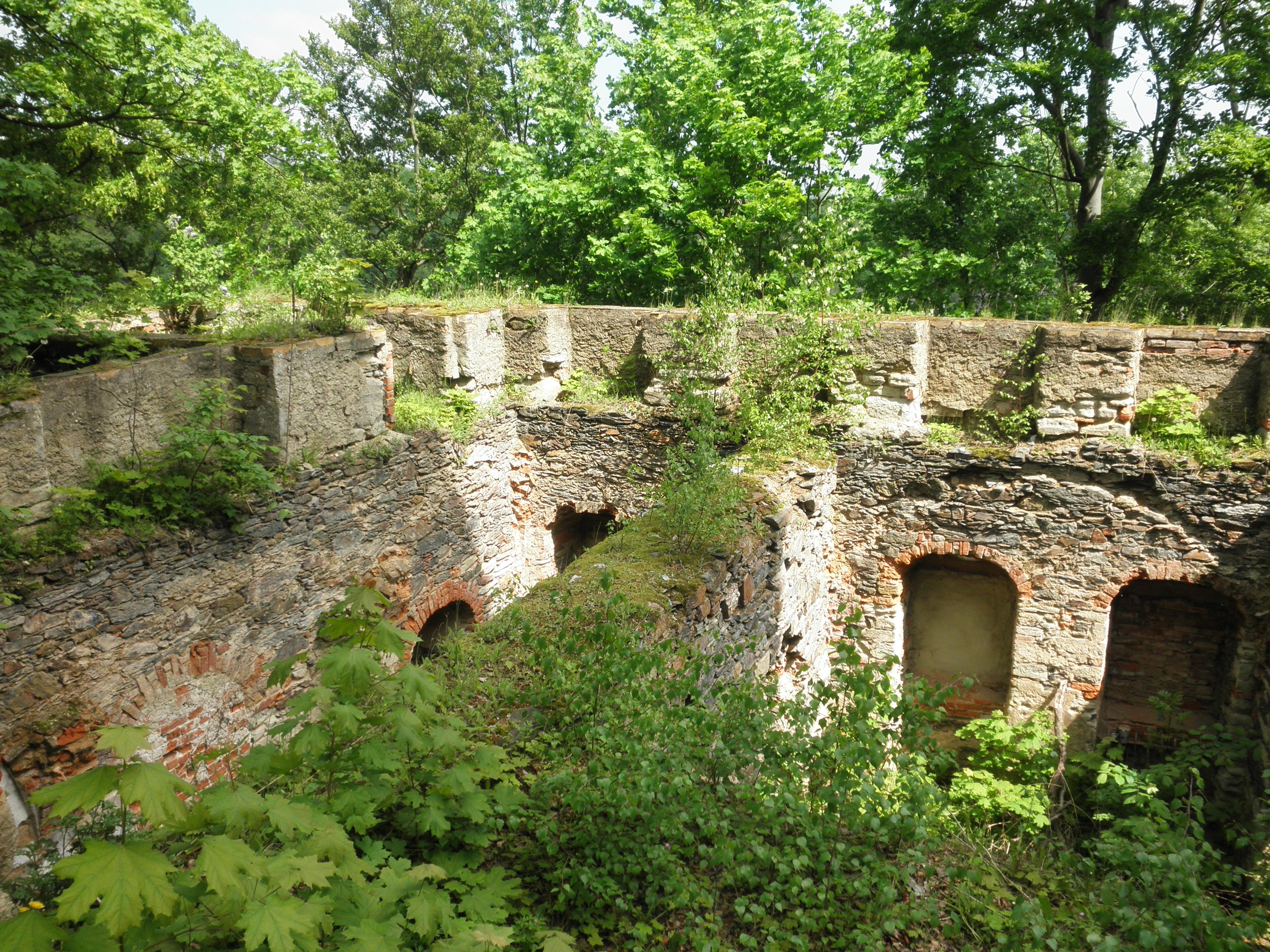
Ruinen des Nordflügels der Burg Posterstein (2013)
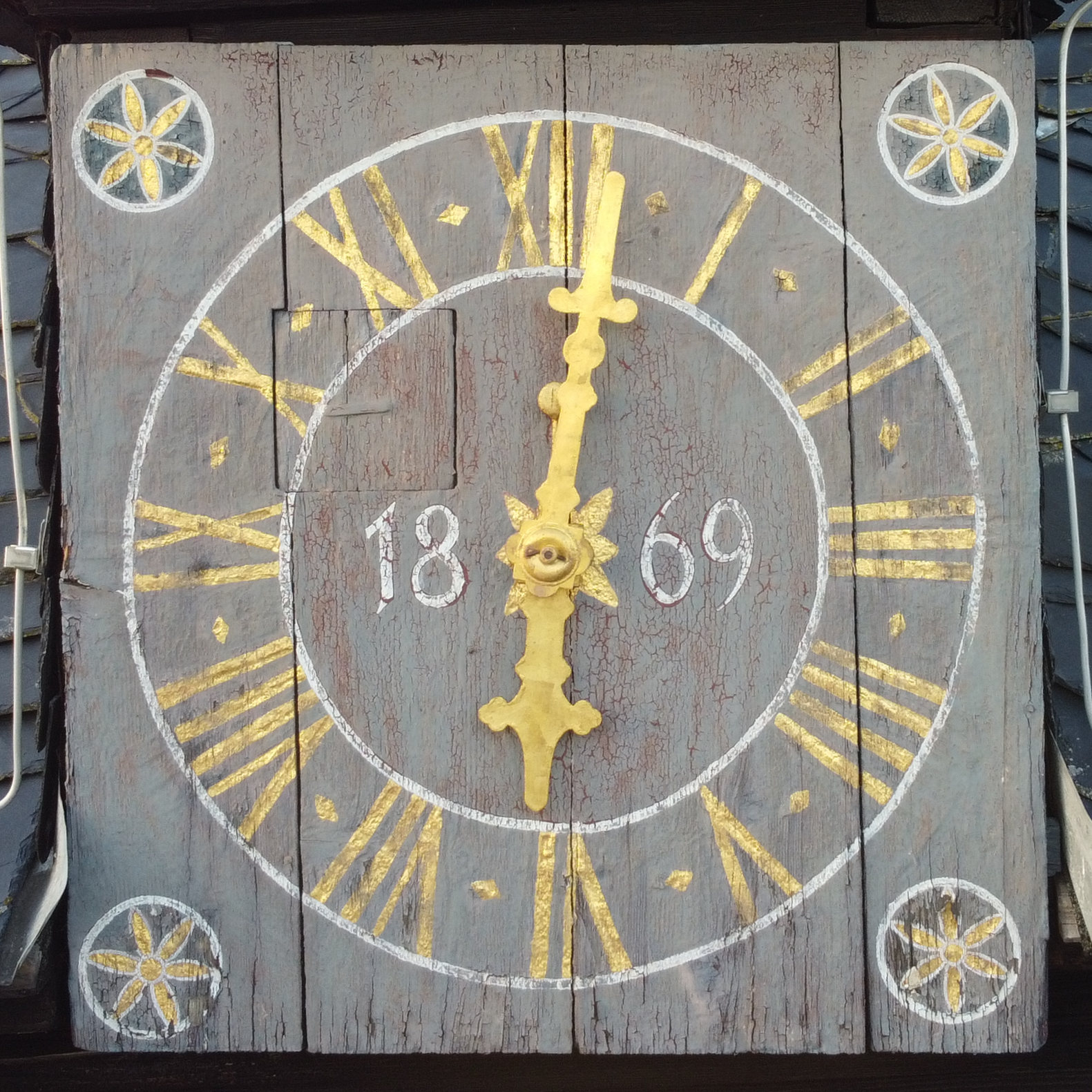
Zifferblatt an der Südseite